# Oxytropis ketmenica
Oxytropis ketmenica är en ärtväxtart som beskrevs av Saposhn. Oxytropis ketmenica ingår i släktet klovedlar, och familjen ärtväxter. Inga underarter finns listade i Catalogue of Life.